# Ascorhynchus pennai
Ascorhynchus pennai är en havsspindelart som först beskrevs av Cândido Firmino de Mello-Leitão 1946. 
Ascorhynchus pennai ingår i släktet Ascorhynchus och familjen Ammotheidae. Inga underarter finns listade i Catalogue of Life.